# 克萊貝格山
47°04′00″N 15°42′07″E / 47.066768°N 15.702049°E

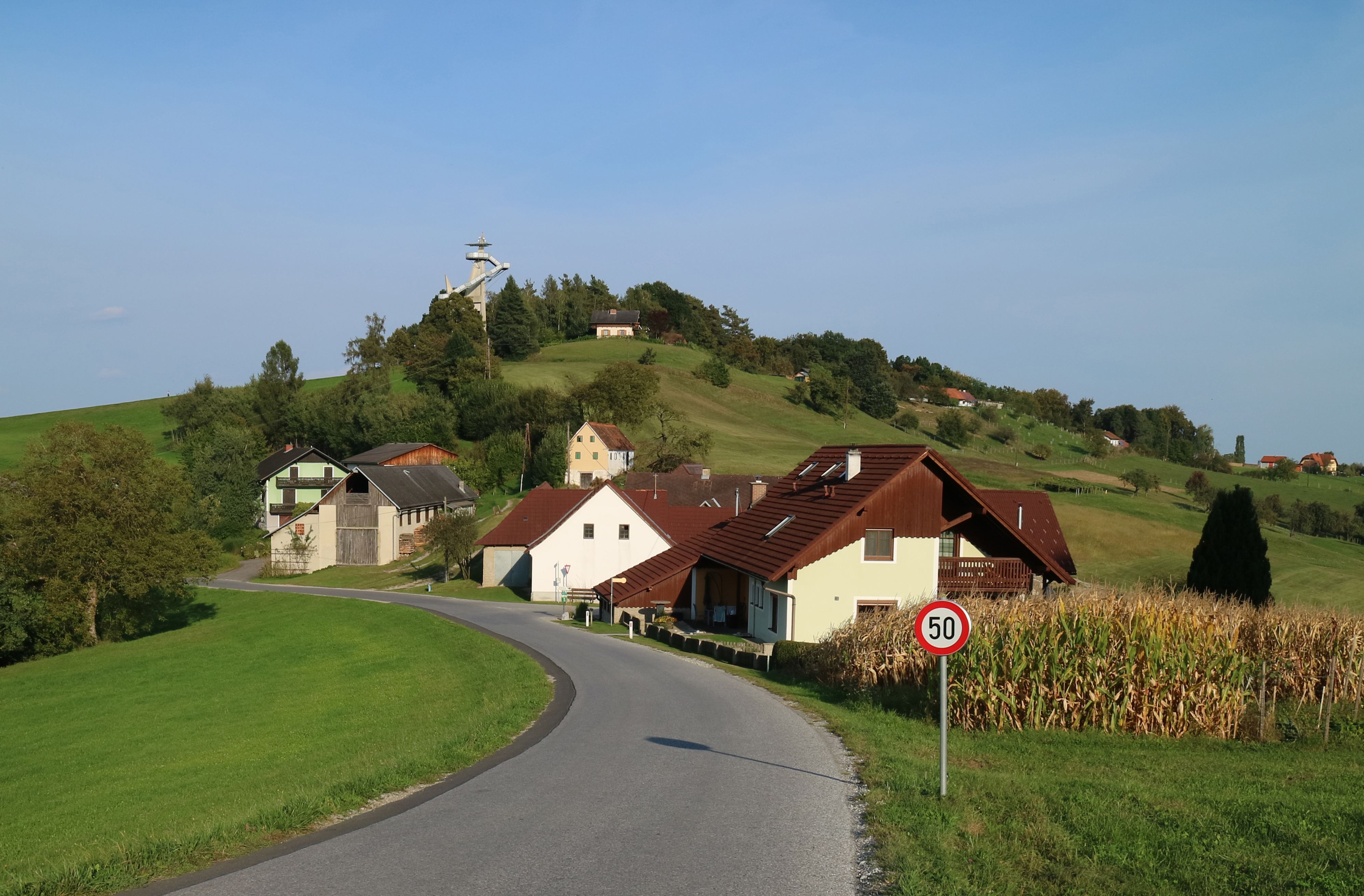

克萊貝格山（德語：Kleeberg），是奧地利的山峰，位於該國東南部，由施泰爾馬克州負責管轄，距離格拉茨附近蘭格格5.1公里，海拔高度499米，山體在中新世時期形成。